# Sitticus peninsulanus
Sitticus peninsulanus là một loài nhện trong họ Salticidae.
Loài này thuộc chi Sitticus. Sitticus peninsulanus được Richard C. Banks miêu tả năm 1898.